# Acanthaspidia decorata
Acanthaspidia decorata är en kräftdjursart som först beskrevs av Hansen 1895.  Acanthaspidia decorata ingår i släktet Acanthaspidia och familjen Acanthaspidiidae. Inga underarter finns listade i Catalogue of Life.